# Jesús Javier Gómez
Jesús Javier Gómez Mercado (Caracas, 6 agosto 1984) è un ex calciatore venezuelano, di ruolo centrocampista.